# Manuel de Medeiros Guerreiro
Manuel de Medeiros Guerreiro (* 12. April 1891 in Santa Cruz, Lagoa, Azoren, Portugal; † 10. April 1978 ebenda) war römisch-katholischer Theologe und Bischof von Nampula.

## Leben
Manuel de Medeiros Guerreiro studierte am Priesterseminar von Angra do Heroísmo und empfing am 24. August 1913 die Priesterweihe. Nach weiteren Studien der Philosophie und Theologie an der Päpstlichen Universität Gregoriana studierte er am Päpstlichen Portugiesischen Kolleg in Rom. 1919 wurde er Professor der Theologie und Präfekt des diözesanen Priesterseminars im Bistum Angra. 1920 wurde er zudem Pfarrer in Angra. 1928 wurde er zum Vizerektor des Priesterseminars in Angra ernannt.
Am 10. April 1937 ernannte ihn Papst Pius XII. zum Bischof von São Tomé von Meliapore in Indien. Die Bischofsweihe spendete ihm der Patriarch von Ostindien, Teotonio Emanuele Ribeira Vieira de Castro, am 15. August desselben Jahres in der Kathedrale St. Cajetan in Goa; Mitkonsekratoren waren der Erzbischof von Shillong, Louis Mathias SDB, und der Weihbischof in Goa und Damão, Manuel Marilla Ferreira da Silva.
Papst Pius XII. ernannte ihn am 2. März 1951 zum Bischof von Nampula in der damaligen portugiesischen Kolonie Mosambik. Das Bistum São Tomé von Meliapore wurde nicht wieder besetzt und im November des folgenden Jahres mit dem Erzbistum Madras zum Erzbistum Madras-Mylapore vereinigt. Er war Konzilsvater aller vier Sitzungsperioden des Zweiten Vatikanischen Konzils.
Am 30. November 1966 nahm Papst Paul VI. seinen altersbedingten Rücktritt an und ernannte ihn zum Titularbischof von Praecausa. Am 27. Januar 1971 verzichtete er wegen der geänderten Vergaberichtlinien auf seinen Titularsitz.